# Хайош, Андраш
Андраш Хайош (венг. Hajós András; род. 3 мая 1969, Будапешт) — венгерский певец, телеведущий, комик и социолог. Лауреат премии Яноша Дери (2009).

## Биография
Андраш Хайош родился в 1969 году. В 1987 году окончил гимназию Имре Мадача в Будапеште, после чего несколько раз безрезультатно пытался начать юридическую карьеру. Однако во избежание конфликта со своим отцом, известным исследователе мозга, он поступил на факультет социологии и получил степень в 1998 году. Затем он несколько лет трудился на нескольких должностях: официант, менеджер, журналист. В 1993 году Хайош основал джаз-бэнд Emil.RuleZ!. С 2003 года работает на телевидении. Он также являлся спичрайтером Габора Демски в бытность того мэром Будапешта.
Его авторское ток-шоу было запущено весной 2003 года под названием «Частный номер». Оно вышло сначала в эфире TV2, а после некоторого перерыва на Viasat 3, уже именуемое «Поздней ночью с Андрашем Хайошем».
С 2018 года он также ведёт кулинарное шоу The Great Bake Off Hungary, что является местным аналогом «Лучшего пекаря Британии».
В 2021 Хайош стал сооснователем «Движения 99» под руководством Гергея Карачоня.

## Личная жизнь
Хайош женат, имеет сына Артура и дочь Ализ. По данным 2015 года, отношения с матерью его детей больше похожи на дружбу, чем на романтические отношения, но они не разводятся и не разъезжаются из-за  детей. Его жена знает, что у Андраша есть любовница на 20 лет младшего него.

## Фильмография
- Просыпайся, товарищ, не спи — камео (2001)
- Счастливого дня рождения! —  болтун (2003)
- Венгерский странник — певец (2004)
- Жигули — телеведущий (2004)
- Девичья игра —  камео (2006)
- Идёт паровоз —  слепой человек (2007)
- Fluor Film —  камео (2012; документальный)
- Жило-было чайное дерево —  камео (2018; документальный)